# Konrad Wrede
Konrad Wrede (* 30. August 1865 in Peine; † 21. November 1947 in Hannover) war ein deutscher Militär, Kunstsammler und Mäzen.

## Leben
Geboren in Peine noch zur Zeit des Königreichs Hannover, stieg Konrad Wrede in seiner militärischen Laufbahn bis zum Königlich Württembergischen Rittmeister auf.

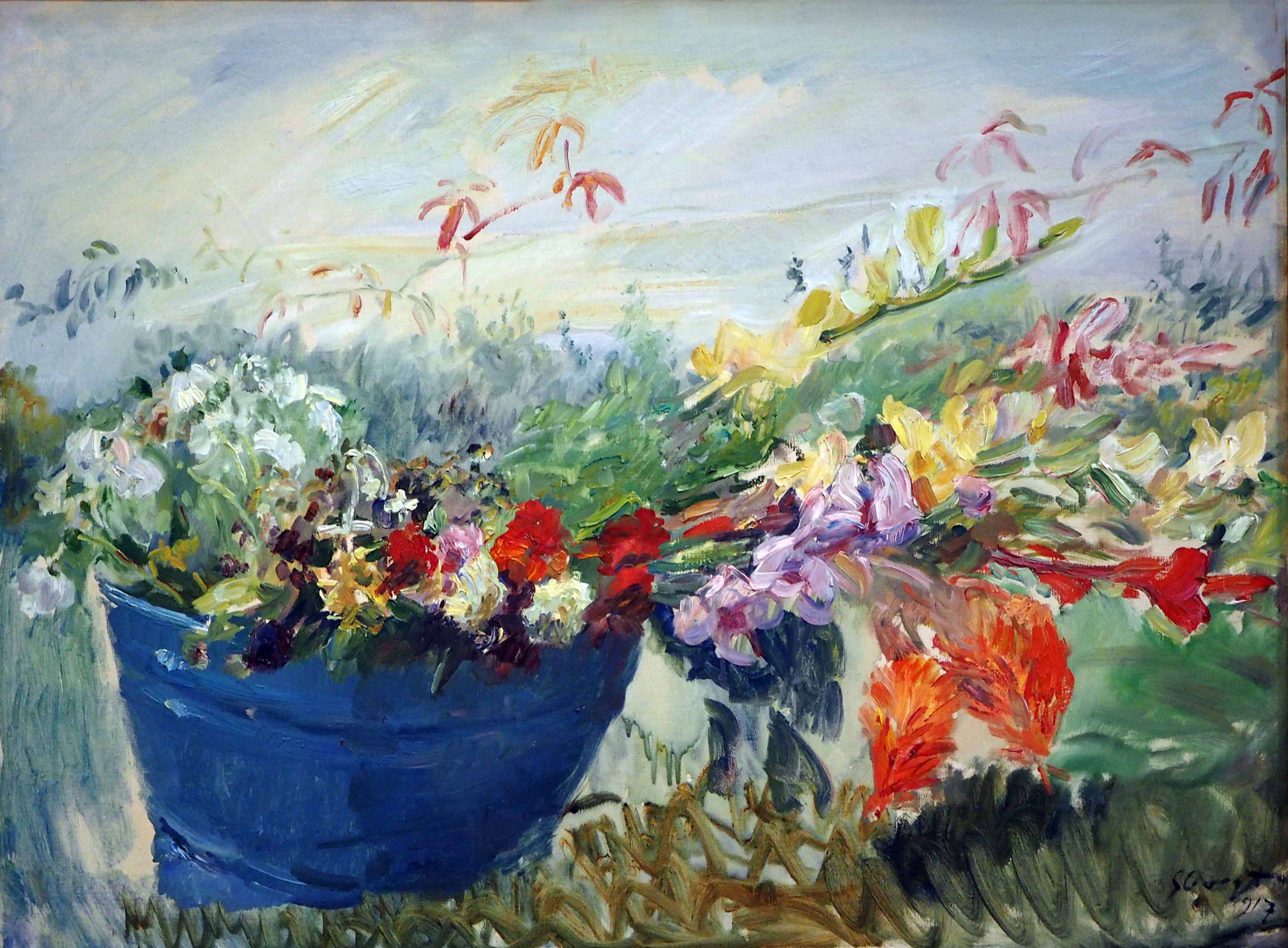
Blumenstillleben, Gemälde von Max Slevogt, im Niedersächsischen Landesmuseum Hannover aus dem Vermächtnis Wredes

Nach seinem Abschied vom Militär wurde er in Hannover ansässig, wo er als Kunstmäzen in den 1920er und 1930er Jahren  hannoversche Künstler wie August Heitmüller unterstützte. Der Kunst-, Antiquitäten- und Briefmarkensammler aus Passion legte sich insbesondere Werke der Impressionisten zu, etwa von Lovis Corinth oder Max Slevogt.
Wrede stiftete dem Wilhelm-Busch-Museum mehrfach wertvolle Wilhelm-Busch-Autographen, darunter die kolorierte Handschrift der Bildergeschichte Das Häschen und die Originalzeichnungen zu Der Floh. Aus Wredes Vermächtnis kam 1948 die Handschrift der Bildergeschichte Fipps, der Affe.
Nach dem Zweiten Weltkrieg vermachte Konrad Wrede seine wertvolle Sammlung, auf Drängen von Carl Küthmann, noch in seinem Todesjahr 1947 der Stadt Hannover.

## Ehrengrab
Konrad Wrede wurde in einem Ehrengrab auf dem Stadtfriedhof Engesohde beigesetzt, Abteilung 1, Grabnummer 102a-102h. Das Grabmal trägt die Inschrift:

„Sein Herz war offen der Kunst und dem Leben / voll Liebe zum Sammeln, um andern zu geben.“

## Schriften
- Sonnige Tage in San Diego. Nach Augenblicks-Aufzeichnungen verfaßt, 12 einseitig maschinenschriftlich verfasste Blätter mit montierten Fotos, Hannover 1937
- Streifzüge durch Ceylons Wunderwelt. Nach Augenblicks-Aufzeichnungen verfasst. Jahreswende 1893 - 1894, Reise-Typoskript, Hannover 1939
- Phantastische Nacht. 29. September 1893. Nach Tagebuchnotizen, Typoskript mit der Schilderung „nach genau 50 Jahren“ seiner ersten Nacht in Japan während einer Weltreise des 28-jährigen über San Francisco und Honolulu nach Yoshiwara (Bordellviertel Tokios), Hannover 1943